# KIAA1333
G2/M 특이적 E3 유비퀴틴 단백질 연결 효소(G2/M phase-specific E3 ubiquitin-protein ligase)는 인간에서 G2E3 유전자에 의해 암호화되는 효소이다.